# Károly Németh

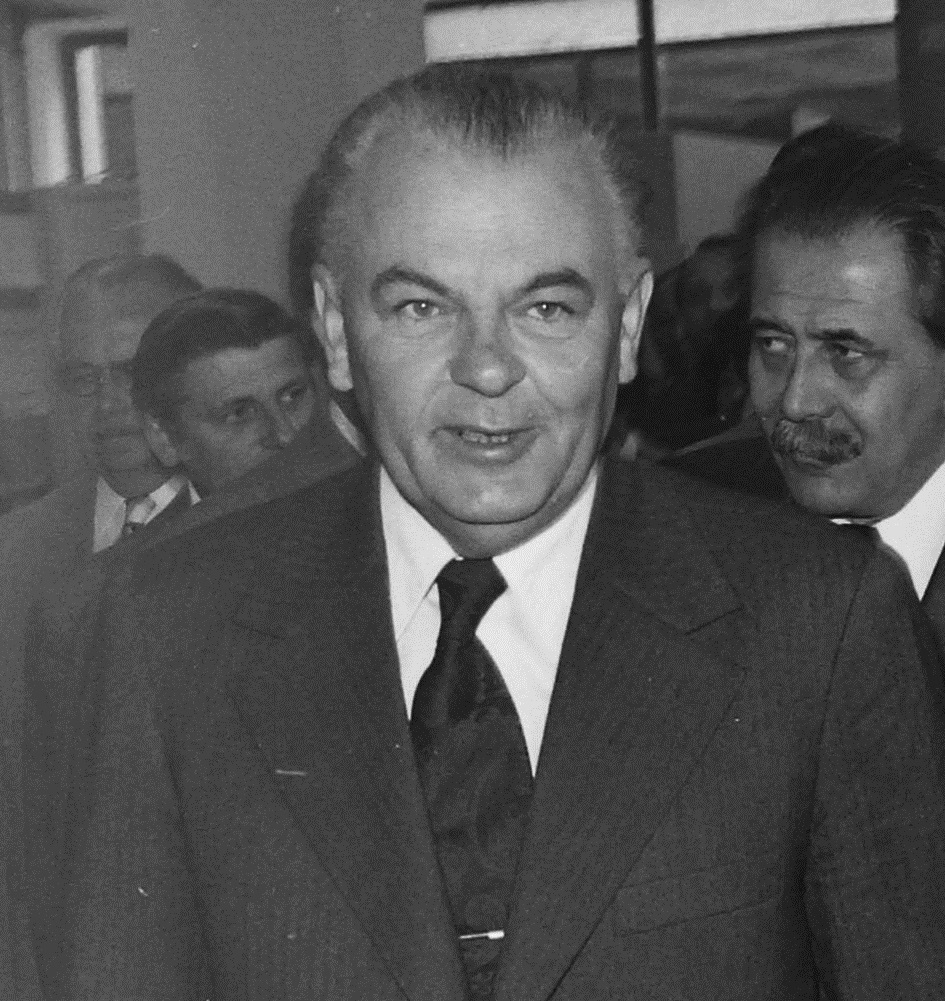
Károly Németh in 1977

Károly Nemeth (Páka, 14 december 1922 – Boedapest, 12 maart 2008) was een Hongaars politicus. Németh werd in 1945 lid van de Hongaarse communistische partij (vanaf 1948 Hongaarse Verenigde Socialistische Arbeiderspartij geheten). In 1956 werd hij kandidaat-lid van het Centraal Comité van de partij en in 1957 lid. In 1958 kwam hij in het Hongaarse parlement, waar hij tot 1988 lid van zou blijven.
In 1960 werd Németh een secretaris van het Centraal Comité en van 1965 tot 1974 was hij secretaris van de Hongaarse Verenigde Socialistische Arbeiderspartij (MSZMP) in Boedapest. Van 1970 tot 1989 was hij lid van het politbureau van de MSZMP.
In de jaren tachtig behoorde Németh tot de liberale richting binnen de communistische partij en bepleitte hij meer openheid en een hervorming van de partij. Van 1985 tot 1987 was hij vicesecretaris-generaal van de MSZMP onder János Kádár, de sterke man van Hongarije. Omdat het Hongarije economisch in de jaren tachtig niet voor de wind ging, werd Németh, een financieel deskundige, in 1987 benoemd tot President van de Presidentiële Raad van Hongarije (staatshoofd). In juni 1988 trad hij als president af. 